# 浅川悠
浅川 悠（あさかわ ゆう、1975年3月20日 - ）は、日本の女性声優。東京都出身。フリー。

## 来歴
偶々見ていたテレビ番組で声優特集をしており、「世の中にはそうゆう仕事もあるんだなあ」と思ったのがきっかけで声優を目指した。アニメファンではなかったため、翌日には本屋に行き、関連する雑誌、本を買って調べて、「まずは養成所に通うことがスタートなんだ」と思い、入学申し込みをしていた。
日本ナレーション演技研究所出身。
1996年、文化放送『SOMETHING DREAMS マルチメディアカウントダウン』内で結成された『ドリカンクラブ』の一員となる。同年10月からは文化放送「斉藤一美のとんカツワイド」内に設けられたドリカンクラブのコーナー「とんカツファイト」に、冨永みーな、堀江由衣らと共に出演していた。
2007年2月22日、同じく声優の森久保祥太郎と入籍したことを自身のwebサイトで公表したものの、2009年1月14日に自身のブログで離婚したことを明かした。
2008年2月12日、自身がインターネットに触れる機会が減少したことなどを理由に個人サイト「おるすばん失神道」を閉鎖すると発表し、翌日0時、一部を除きサイトが閉鎖された。その際、閉鎖したトップページには「飽きた」とも書かれており、コメントにも自身の心情を表す部分に伏字が使われている。
2014年10月1日、デビュー当時から所属していたアーツビジョンを離れ、フリーで活動することを公表した。
2021年5月1日、慶應義塾大学に入学したことをTwitterにて報告した。

## 人物
役柄としては、元気な少年、勝ち気な女の子などを演じる。
会話は主にツッコミを中心で思っている事はズバッと言う「姉御タイプ」。
特技は英会話と柔道。RIP SLYMEの日本武道館でのコンサートの開演前の英語アナウンスを担当したこともあり、『トラスティベル ショパンの夢』では声を演じるロンドの台詞に活かされている。
TBSラジオ『まっくんの E.B Club』にて、パーソナリティの奥井雅美が病欠した回のピンチヒッターを務めたことがある。同番組内で『アキハバラ電脳組』のラジオドラマが放送されていた関係でゲストとして出演したこともある。
坪井智浩とは同じ幼稚園の先輩にあたる。
一人っ子である。

## 出演
太字はメインキャラクター。

### テレビアニメ
1997年
- エルフを狩るモノたちII（レナ）
- バトルアスリーテス大運動会（無名）
- フォーチュン・クエストL（パメラ）

1998年
- アキハバラ電脳組（東十条つぐみ）
- 聖ルミナス女学院（カトリーヌ・ドブクワイエ）
- 超魔神英雄伝ワタル（マリ夫、ミケル）
- 爆走兄弟レッツ&ゴー!! MAX（草薙漸）
- 花さか天使テンテンくん（ベンテン）
- バブルガムクライシス TOKYO 2040（1998年 - 1999年、プリス）
- ふしぎなメルモ（リニューアル版）（男の子）
- ロードス島戦記-英雄騎士伝-（シーリス）

1999年
- 宇宙海賊ミトの大冒険（カクノシン）
- ゴクドーくん漫遊記（ナーニャ）
- ジバクくん（アリババ）
- 神八剣伝（レイ・ヨゾラ）
- セイバーマリオネットJtoX（令文）
- セラフィムコール（紅かすみ）
- Bビーダマン爆外伝V（かめんボン / プリンセスボン）

2000年
- 銀装騎攻オーディアン（看護兵）
- とっとこハム太郎（2000年 - 2011年、木村太一、トンガリくん） - 2シリーズ
- アニメまんざい（山中、少年A）
- ヴァンドレッド（2000年 - 2001年、ジュラ・ベーシル・エルデン） - 2シリーズ
- ブギーポップは笑わない Boogiepop Phantom（霧間凪）
- 名探偵コナン（2000年 - 2025年、長良ハルカ、星野輝美、緒方俊也、キササ、江口珠恵、滝沢美咲、免田朔良 他）
- ラブひな（2000年 - 2001年、青山素子） - 1シリーズ + 特別編2作品

2001年
- 激闘!クラッシュギアTURBO（滝ヒロオミ）
- 爆転シュート ベイブレード（ラジュー）
- ヒカルの碁（三谷祐輝）

2002年
- あずまんが大王（榊）
- 超重神グラヴィオン（2002年 - 2004年、ミヅキ・立花） - 2シリーズ
- ラーゼフォン（三輪忍）

2003年
- アソボット戦記五九（キャットルーク）
- カレイドスター（パメラ）
- ギャラクシーエンジェル（第3期）（女性隊員A）
- クラッシュギアNitro（TB）
- 金色のガッシュベル!!（木山つくし）
- ストラトス・フォー（クリス・カルマン）
- 冒険遊記プラスターワールド（要トウマ）

2004年
- GIRLSブラボー first season（女子生徒C、英語ナレーション）
- 今日からマ王!（2004年 - 2008年、ベルマ） - 3シリーズ
- SAMURAI 7（サナエ）
- スウィート・ヴァレリアン（ポップ）
- スクールランブル（2004年 - 2006年、刑部絃子） - 2シリーズ
- ぷぎゅる（カナト）
- DearS（桑岡さん、映子）
- 遙かなる時空の中で-八葉抄-（セフル）
- ルパン三世 盗まれたルパン 〜コピーキャットは真夏の蝶〜（ベッキー）

2005年
- うえきの法則（カプーショ）
- 格闘美神 武龍（2005年 - 2006年、ラッキー下田） - 2シリーズ
- ガンパレード・オーケストラ（工藤百華）
- 機動戦士ガンダムSEED DESTINY（クリスタ・オーベルク）
- スターシップ・オペレーターズ（里見レンナ）
- ツバサ・クロニクル（カルディナ）
- BUZZER BEATER（2005年 - 2007年、ラズーリ） - 2シリーズ
- ブラック・ジャック（トム）
- MÄR-メルヘヴン-（2006年 - 2007年、サラ・バンド）

2006年
- 機神咆吼デモンベイン（マコト）
- スパイダーライダーズ 〜オラクルの勇者たち〜（2006年 - 2007年、ビーレイン、ホターラ） - 2シリーズ
- それいけ!アンパンマン（ポッポちゃん〈初代〉）
- Fate/stay night（ライダー）
- 夜明け前より瑠璃色な-Crescent Love-（カレン・クラヴィウス）
- らぶドル Lovely Idol（片桐沙有紀）

2007年
- 一騎当千 シリーズ（2007年 - 2010年、趙雲子龍） - 3シリーズ
- D.C.II 〜ダ・カーポII〜（2007年 - 2008年、水越舞佳） - 2シリーズ
- PRISM ARK（シスター・ヘル / テレサ・ティレット）
- MOONLIGHT MILE 2ndシーズン -Touch down-（ルーシー）

2008年
- 君が主で執事が俺で（南斗星）
- NARUTO -ナルト- 疾風伝（フウカ）
- のらみみ（ケイコ）
- バンブーブレード（小西）
- Mission-E（勝浦美晴）
- 我が家のお稲荷さま。（槐）

2009年
- 11eyes（草壁美鈴）
- うみものがたり 〜あなたがいてくれたコト〜（女海賊）
- 極上!!めちゃモテ委員長（坂下マキ）

2010年
- アマガミSS（2010年 - 2012年、塚原響） - 2シリーズ
- けいおん!!（河口紀美）
- スーパーロボット大戦OG -ジ・インスペクター-（アギーハ）
- 聖痕のクェイサー（エヴァ＝シルバー）
- ちゅーぶら!!（高遠先生）

2011年
- 快盗天使ツインエンジェル〜キュンキュン☆ときめきパラダイス!!〜（西条節子）
- ドラえもん（テレビ朝日版第2期）（足田駿）
- とっとこハム太郎でちゅ（トンガリくん）
- ぬらりひょんの孫 千年魔京（邪魅）
- フリージング（アーネット＝マックミルラン）
- 真剣で私に恋しなさい!!（川神百代）
- 魔乳秘剣帖（瑞希）
- Rio RainbowGate!（クイーン）

2012年
- アイカツ!（月影ほのか）
- うぽって!!（ふじこ先生〈FG42〉）
- 黒魔女さんが通る!!（地留土麗）
- 恋と選挙とチョコレート（東雲皐月）
- 探検ドリランド（アンジェラ）
- トリコ（少年）
- BRAVE10（アナスタシア）

2013年
- アラタカンガタリ〜革神語〜（オソメ）
- 俺の妹がこんなに可愛いわけがない。（藤真美咲）
- ささみさん@がんばらない（月読呪々）
- 閃乱カグラ（大道寺先輩）
- Fate/kaleid liner プリズマ☆イリヤ（ライダー）
- 恋愛ラボ（吉田先生）

2014年
- アカメが斬る!（レオーネ）
- 悪魔のリドル（イレーナ）
- さばげぶっ!（カフェのオーナー）
- それでも世界は美しい（ミーナ）
- ノブナガン（アイザック・ニュートン）
- Fate/stay night [Unlimited Blade Works]（ライダー）
- 名探偵コナン 江戸川コナン失踪事件 〜史上最悪の2日間〜（アナウンサー、出版社の社員）

2015年
- 新妹魔王の契約者（長谷川千里 / アフレイア） - 2シリーズ
- 魔法少女リリカルなのはViVid（ミカヤ・シェベル）
- みんな集まれ!ファルコム学園SC（イリア・プラティエ）

2016年
- orange（英語教師、男子生徒）
- ぐだぐだオーダー（ライダーさん〈stay night〉）
- ViVid Strike!（ミカヤ・シェベル）
- Fate/Grand Order -First Order-（メドゥーサ）
- 魔装学園H×H（ゼルシオーネ）

2017年
- スクールガールストライカーズ Animation Channel（ティエラ先生）
- セイレン（永沢琹）
- クレヨンしんちゃん（ロッテン前田）
- ノラと皇女と野良猫ハート（夕莉シャチ）

2018年
- キリングバイツ（六条香織 / シベット）
- Cutie Honey Universe（Re:アイアンサドー）
- 京都寺町三条のホームズ（藤原慶子）
- ソラとウミのアイダ（鳴海高子）

2019年
- Fate/Grand Order -絶対魔獣戦線バビロニア-（2019年 - 2020年、アナ、アヴェンジャー / ティアマト / ゴルゴーン）

2020年
- ド級編隊エグゼロス（リア蟲）

2021年
- ゲッターロボ アーク（橘翔）

2022年
- ぷちセカ（巡音ルカ） - Original CV
- 真・一騎当千（趙雲子龍）
- アークナイツ（2022年 - 2025年、??? / PRTS） - 2シリーズ

2023年
- BIRDIE WING -Golf Girls' Story-（ユーハ・ハミライル）

2024年
- 勇気爆発バーンブレイバーン（ハイデマリー・バロウ）

### 劇場アニメ
1997年
- 劇場版 天地無用! 真夏のイヴ

1999年
- アキハバラ電脳組 2011年の夏休み（東十条つぐみ）

2001年
- あずまんが大王 THE MOVIE（榊）
- 劇場版 とっとこハム太郎 ハムハムランド大冒険（トンガリくん）

2002年
- 劇場版 とっとこハム太郎 ハムハムハムージャ! 幻のプリンセス（トンガリくん）

2003年
- 劇場版 とっとこハム太郎 ハムハムグランプリン オーロラ谷の奇跡 リボンちゃん危機一髪!（トンガリくん）
- ラーゼフォン 多元変奏曲（三輪忍）

2004年
- 劇場版 とっとこハム太郎 はむはむぱらだいちゅ! ハム太郎とふしぎのオニの絵本塔（トンガリくん）

2005年
- 機動戦士Ζガンダム A New Translation -星を継ぐ者- I - III（2005年 - 2006年、ロザミア・バタム） - 3部作

2006年
- 新SOS大東京探検隊（滝川桃代）

2008年
- HELLS ANGELS（クロノラ）

2010年
- 劇場版 Fate/stay night UNLIMITED BLADE WORKS（ライダー）

2011年
- 映画けいおん!（河口紀美）

2014年
- 劇場版 アイカツ!（月影ほのか）

2017年
- KING OF PRISM -PRIDE the HERO-（ハリウッドスターB）
- 劇場版 Fate/stay night [Heaven's Feel] I - III（2017年 - 2020年、ライダー） - 3作品

2019年
- 名探偵コナン 紺青の拳（シェリリン・タン）

2025年
- 劇場版プロジェクトセカイ 壊れたセカイと歌えないミク（巡音ルカ） - Original CV

### OVA
1997年
- フォトン（ポチ2〜28号）

1998年
- 青の6号（ミューティオたち）

2000年
- 真ゲッターロボ対ネオゲッターロボ（橘翔）

2001年
- ヴァンドレッド（2001年 - 2002年、ジュラ・ベーシル・エルデン） - 2作品
- ラブひな（2001年 - 2002年、青山素子） - 2作品

2002年
- アーケードゲーマーふぶき（十文字ちづる）
- 遙かなる時空の中で-紫陽花ゆめ語り-（セフル）
- ふたりエッチ（菊池みゆき）
- とっとこハム太郎（2002年 - 2004年、トンガリくん） - 4作品

2003年
- 遙かなる時空の中で2-白き龍の神子-（和仁）

2004年
- ストラトス・フォー OVAシリーズ（2004年 - 2006年、クリス・カルマン） - 3作品

2005年
- スクールランブル OVAシリーズ（2005年 - 2008年、刑部絃子） - 2作品
- 魔女っ娘つくねちゃん（ばあちゃん）
- 円盤皇女ワるきゅーレ（2005年 - 2006年、ネスティー） - 2作品

2006年
- 今日の5の2（今井コウジ）

2008年
- 快盗天使ツインエンジェル（西条女史）

2010年
- 11eyes volume7 OVA Special（草壁美鈴）

2011年
- カーニバル・ファンタズム（ライダー）
- ショコラの魔法 〜タルトレット 静寂の雨〜（妹尾柚月） - ちゃお2011年8月号付録DVD

2012年
- 一騎当千 OVAシリーズ（2012年 - 2015年、趙雲子龍） - 2作品

2013年
- 恋と選挙とチョコレート（東雲皐月） - BD/DVD第7巻

2015年
- 閃乱カグラ ESTIVAL VERSUS -水着だらけの前夜祭-（大道寺先輩）
- 新妹魔王の契約者 第13話（OVA） 東城刃更のハードスウィートな日常（長谷川千里）

2017年
- ViVid Strike!（ミカヤ・シェベル） - 第3・4巻

2019年
- 終末のハーレムVR（龍造寺朱音）
- Fate/kaleid liner Prisma☆Illya プリズマ☆ファンタズム（ライダー）

2023年
- OVA アズールレーン Queen's Orders（イーシェン）

### Webアニメ
- FLAG（2006年、ラウェル・スーミン[69]）
- 衛宮さんちの今日のごはん（2018年 - 2019年、ライダー[70][71]）
- Fate/Grand Order 藤丸立香はわからない（2023年、ステンノ、エウリュアレ、メドゥーサ）

### ゲーム
1996年
- ワルキューレの伝説 外伝 ローザの冒険（フェアリーズC）

1998年
- 愛しあう事しかできない（なな子）
- 英雄志願 -Gal Act Heroism-（アヤメ）
- アナザー・メモリーズ（ティカ・ネドラン）
- 東京魔人學園剣風帖（桜井小蒔）
- 爆走兄弟レッツ&ゴー!! エターナルウィングス（草薙漸）
- ファーランドサーガ 時の道標（サーラ）

1999年
- いつか、重なりあう未来へ（オポ）
- マリオネットカンパニー（天徳ゆうき）
- Little Lovers SHE SO GAME（志摩一子）

2000年
- 遙かなる時空の中で（セフル）
- RPGツクール2000 サンプルゲーム『花嫁の冠』（マリオン）

2001年
- ドキドキプリティリーグ Lovely Star（斉木梁）
- 遙かなる時空の中で2（和仁）

2002年
- アーマード・コア3（レイン・マイヤーズ）
- あずまんがドンジャラ大王（榊）
- あずまんが大王パズルボブル（榊）
- Ever17 -the out of infinity-（小町つぐみ）
- ギガンティック ドライブ（京野沙希）
- ギャラクシーエンジェル（リセルヴァ・キアンティ）
- 東京魔人學園外法帖（桜井小鈴）
- Braveknight 〜リーヴェラント英雄伝〜（エルディア＝マクレイド）

2003年
- Ever17 -the out of infinity- Premium Edition（小町つぐみ）
- あずまんが大王アドバンス（榊）
- Angelic Vale Progress 〜ウェスペールの迷宮〜（アウローラ）
- 吸血姫夕維 千夜抄（折口美奈）
- SAKURA 〜雪月華〜（葛葉）
- スターオーシャン Till the End of Time（ネル・ゼルファー）
- D→A:BLACK / D→A:WHITE（2003年 - 2004年、御堂愛） - 2作品
- バテン・カイトス 終わらない翼と失われた海（エイメ）

2004年
- 青い涙（雀）
- 鬼武者3（ミシェル・オベール）
- 機神咆吼デモンベイン（マコト）
- ジャック×ダクスター2（アシュリン）
- シンフォニック=レイン（コーデル・ベルドナーシェ）
- スターオーシャン Till till End of Time ディレクターズカット（ネル・ゼルファー）
- スーパーロボット大戦GC（橘翔）
- 九龍妖魔學園紀 - 特別出演
- 転生學園幻蒼録（鳳翔凛、一之瀬詩月）
- 東京魔人學園外法帖血風録（桜井小鈴）
- 遙かなる時空の中で3（平清盛）

2005年
- Ever17 -out of infinity-（小町つぐみ）
- スクールランブル 姉さん事件です!（刑部絃子）
- 天地の門（エンラン）
- 遙かなる時空の中で3 十六夜記（平清盛）
- 魔法先生ネギま! 1時間目お子ちゃま先生は魔法使い!（英子）
- らぶドル 〜Lovely Idol〜（片桐沙有紀）
- リアライズ -Panorama Luminary-（三沢由紀恵）

2006年
- 機神飛翔デモンベイン（マコト）
- 格闘美神 武龍（ラッキー下田）
- 転生學園月光録（鳳翔凛）
- Quartett! 〜THE STAGE OF LOVE〜（シニーナ・ビノテーク）
- ガンパレード・オーケストラ（工藤百華）
- グローランサーV（シェリス）
- サモンナイト4（アロエリ）
- スーパーロボット大戦XO（橘翔）
- スクールランブル二学期 恐怖の(?)夏合宿!洋館に幽霊現る!?お宝を巡って真っ向勝負!!!の巻（刑部絃子）
- ダージュ オブ ケルベロス ファイナルファンタジーVII（シャルア・ルーイ）
- 遙かなる時空の中で 舞一夜（セフル）
- 遙かなる時空の中で3 運命の迷宮（幻影）
- ボクらの太陽 Django&Sabata（ビーティー）
- マブラヴ オルタネイティヴ 全年齢版（宗像美冴）
- 夜明け前より瑠璃色な-Brighter than dawning blue-（2006年 - 2009年、カレン・クラヴィウス） - 2作品
- レッスルエンジェルス サバイバー（神田幸子、伊達遥）

2007年
- SDガンダム GGENERATION（2007年 - 2025年、ロザミア・バタム） - 7作品
- ガンダム バトルクロニクル（ロザミア・バタム）
- 死角探偵 空の世界 〜Thousand Dreams〜（緑遥）
- トラスティベル 〜ショパンの夢〜（ロンド）
- ファイアーエムブレム 暁の女神（ヨファ、ワユ）
- Fateシリーズ（ライダー）
  - とびだせ!トラぶる花札道中記
  - Fate/stay night [Realta Nua]
  - フェイト/タイガーころしあむ

- 名探偵コナン 追憶の幻想（的場ユリ）
- ルミナスアーク（マヴィ）

2008年
- infinity plus（小町つぐみ）
- 君が主で執事が俺で お仕え日記（南斗星）
- スーパーロボット大戦A PORTABLE（ロザミア・バタム）
- スーパーロボット大戦Z（ミヅキ・立花、ロザミア・バタム）
- フェイト/タイガーころしあむ アッパー（ライダー）
- PRISM ARK -AWAKE-（シスター・ヘル）
- レッスルエンジェルス サバイバー2（神田幸子、伊達遥）

2009年
- アマガミ（塚原響）
- アンティフォナの聖歌姫 〜天使の楽譜 Op.A〜（ヴィオローネ）
- 11eyes CrossOver（草壁美鈴）
- ウィザードリィ 囚われし魂の迷宮（オデッタ・オードリアス・ルビーブラッド）
- ファイナルファンタジーXIII（レブロ）
- Ever17 -the out of infinity- Premium Edition（小町つぐみ）※PSP版
- infinity plus portable（小町つぐみ）
- アーマード・コア3 ポータブル（レイン・マイヤーズ）

2010年
- アルトネリコ3 世界終焉の引鉄は少女の詩が弾く（ハーヴェスターシャ）
- SDガンダム カプセルファイターオンライン（オペレーターTYPE D）
- ティンクル☆くるせいだーすGoGo!（リースリング遠山）
- ぱすてるチャイムContinue（アゼル・アゼリーン）
- 夜明け前より瑠璃色な PORTABLE（カレン・クラヴィウス）
- ラブルートゼロ KissKiss☆ラビリンス（安達八重子）
- ALAN WAKE（サラ・ブレーカー）

2011年
- AQUAPAZZA（ナレーション）
- 快盗天使ツインエンジェル〜時とセカイの迷宮〜（西条女史）
- 機動戦士ガンダム エクストリームバーサス（2011年 - 2016年、ロザミア・バダム） - 4作品
- 水月 弐（小野寺麻巳）
- Ever17（小町つぐみ） - Xbox 360版
- 閃乱カグラ -少女達の真影-（大道寺先輩）
- 第2次スーパーロボット大戦Z 破界篇 / 再世篇（2011年 - 2012年、ミヅキ・立花）
- 初音ミク -Project DIVA- extend（巡音ルカ）
- ファイナルファンタジーXIII-2（レブロ）

2012年
- アガレスト戦記 Mariage（彩華）
- いますぐお兄ちゃんに妹だっていいたい!（東雲皐月）
- 英雄伝説 零の軌跡 Evolution（イリア・プラティエ）
- インフィニティ セレクション（小町つぐみ）
- 君が主で執事が俺で お仕え日記 ぽーたぶる（南斗星）
- グラナド・エスパダ（ベアトリーチェ）
- 恋と選挙とチョコレート PORTABLE（東雲皐月）
- 水月 弐 〜PORTABLE〜（小野寺麻巳）
- 閃乱カグラ Burst -紅蓮の少女達-（大道寺先輩）
- ねんどろいど じぇねれ〜しょん（ライダー）
- WHITE ALBUM2 幸せの向こう側（風岡麻理）
- 真剣で私に恋しなさい!!R（川神百代）
- マックス アナーキー（サーシャ・イヴァノフ）
- マブラヴ オルタネイティヴ クロニクルズ 再誕（宗像美冴）
- 未来日記 13人目の日記所有者 RE:WRITE（霧崎あざみ）
- 嫁コレ（東雲皐月）

2013年
- 俺の妹がこんなに可愛いわけがない。HappyenD（藤真美咲）
- KILLER IS DEAD（ベティ）
- 限界凸騎 モンスターモンピース（仮面の麗人）
- SNOW BOUND LAND（フィネ）
- 閃乱カグラ SHINOVI VERSUS -少女達の証明-（大道寺先輩）
- 閃乱カグラ NewWave（大道寺先輩）
- ティアーズ・トゥ・ティアラII 覇王の末裔（アエミリア）
- ファンタジスタドール ガールズロワイヤル（A.S.）
- maimai（2013年 - 2020年、ガイドボイス、乙姫） - 12作品
- MIND≒0（希咲麗華）

2014年
- 穢翼のユースティア Angel's blessing（エリス・フローラリア）
- CV 〜キャスティングボイス〜（瀧玲華）
- グリモア〜私立グリモワール魔法学園〜→グリモアA〜私立グリモワール魔法学園〜（2014年 - 2019年、生天目つかさ）
- コール オブ デューティ アドバンスド・ウォーフェア（イロナ）
- スクールガールストライカーズ（ティエラ先生）
- 閃乱カグラ2 -真紅-（大道寺先輩）
- デカ盛り 閃乱カグラ（大道寺先輩）
- ファントム オブ キル（ブリューナク、シャルウル、ライダー）
- Fate/hollow ataraxia（ライダー、ステンノ / ステンノー、エウリュアレ）
- フリーダムウォーズ（ナタリア・“9”・ウー）
- マジカ★マジカ（筑紫瑞穂）

2015年
- 閃乱カグラ ESTIVAL VERSUS -少女達の選択-（大道寺先輩）
- Fate/Grand Order（2015年 - 2024年、エウリュアレ、メドゥーサ、ステンノ、ゴルゴーン） - 2作品
- メタルサーガ 〜荒野の方舟〜（オペレーター〈あっさりサバサバ系〉）
- モンスターハンター エクスプロア（デビルー、シャロン博士）
- モンスター娘のいる日常オンライン（ローエ、メメコ、レイ、妖子）

2016年
- アイカツ! フォトonステージ!!（月影ほのか）
- UPPERS（大道寺先輩） - DLC追加キャラクター
- ウォッチドッグス2（シターラ・ダーワン）
- グランドサマナーズ（メリア）
- グランブルーファンタジー（2016年 - 2022年、アンスリア、プレデター、ウルミア）
- 東京ダンジョンRPG ひめローグっ!（早乙女璃梨）
- Fate/EXTELLA（2016年 - 2018年、メドゥーサ） - 2作品
- メダロット ガールズミッション（白鳥翔子）
- スターオーシャン:アナムネシス（ネル・ゼルファー）

2017年
- かまいたちの夜 輪廻彩声（香山春子）
- ガンダムバーサス（ロザミア・バダム）
- 閃乱カグラ PEACH BEACH SPLASH（大道寺先輩）
- ノラと皇女と野良猫ハート（夕莉シャチ）
- ファイアーエムブレム ヒーローズ（2017年 - 2024年、ワユ、ヨファ）
- Shadowverse（2017年 - 2018年、ライダー、魔海の女王、ハートガーディアン、飢餓の絶傑・ギルネリーゼ）
- LAPLACE LINK -ラプラスリンク-（篠崎チトセ）
- ソラとウミのアイダ（鳴海高子）

2018年
- アズールレーン（2018年 - 2023年、レンジャー、逸仙）
- 永遠的7日之都（巡音ルカ） - 中国製スマホゲーム
- 閃乱カグラ Burst Re:Newal（大道寺先輩）
- 放置少女〜百花繚乱の萌姫たち〜（2018年 - 2024年、趙雲子龍、東君）

2019年
- ノラと皇女と野良猫ハート2（夕莉シャチ）
- シノビマスター 閃乱カグラ NEW LINK（2019年 - 2021年、大道寺先輩、趙雲）
- アナザーエデン 時空を超える猫（ラディアス）
- 御城プロジェクト:RE〜CASTLE DEFENSE〜（結城城、箕輪城、ホッホオスターヴィッツ城）

2020年
- 一騎当千 エクストラバースト（趙雲子龍）
- 九龍妖魔學園紀 ORIGIN OF ADVENTURE（マダム・バタフライ）
- 英雄伝説 創の軌跡（イリア・プラティエ）
- プロジェクトセカイ カラフルステージ! feat. 初音ミク（巡音ルカ） - 「ORIGINAL CV」表記
- ダンジョンに出会いを求めるのは間違っているだろうか 〜メモリア・フレーゼ〜（アルガナ・カリフ）

2021年
- ブラック・サージナイト（扶桑）
- 終末のアーカーシャ（エノサ）
- 東方ダンマクカグラ（八雲紫）
- グランサガ（テレミス）

2022年
- 白昼夢の青写真（世凪、波多野凛、オリヴィア・ベリー、桃ノ内すもも）
- 穢翼のユースティア（エリス・フローラリア）
- 機動戦士ガンダム U.C. ENGAGE（2022年 - 2023年、ロザミア・バダム / ロザミィ）
- メメントモリ（ベル）
- 無期迷途（ナイチンゲール）

2024年
- ファントム オブ キル -オルタナティブ・イミテーション-（ブリューナク）
- ブルーアーカイブ -Blue Archive-（羽沼マコト）
- 不思議の幻想郷 -FORESIGHT-（駒草山如）
- 機動戦士ガンダム アーセナルベース（ロザミィ・バダム）
- スーパーロボット大戦DD（アギーハ）

2025年
- Ever 17 - The Out of Infinity（小町 つぐみ）
- 鳴潮（カルテジア）

### ドラマCD
時期不明
- アキハバラ電脳組シリーズ（東十条つぐみ）
- からっと!（アルト / 鹿島歩人）
- Sneaker CD Special されど罪人は竜と踊る 禁じられた数字（ジャベイラ・ゴーフ・ザトクリフ）

1997年
- 声優志願の英雄志願（アヤメ）

1998年
- ピンクなCD：青ムシSHOW（セーラードールズ4号）
- 聖ルミナス女学院(1) オーディオドラマ スクール・デイズ（カトリーヌ・ドブクワイエ）

1999年
- 新音盤物語「八雲立つ」巻之弐「天邪鬼来たりて」（女子高生A）
- 風の歌 星の道
- BUBBLEGUM CRISIS COLLECTORS FILE 1999（プリス・S・アサギリ）

2000年
- CLAMP学園 怪奇現象研究会事件ファイル（唯加詩美）
- 宇宙海賊ミトの大冒険「ざ・むーびー?」（カクノシン）
- 世界でいちばん大嫌い オリジナルCDドラマ（秋吉万葉）※花とゆめ全員サービス
- 天使禁猟区 星幽界編-3 疾風未来（ラジエル）

2001年
- 天使禁猟区 形成界編-1 光天闇路（ラジエル）
- ドラマCD AUDIO DRAMA VANDREAD（ジュラ・ベーシル・エルデン）
- 世界でいちばん大嫌い しあわせ日和（秋吉万葉）
- Sense Off 〜a sacred story in the wind〜（埴島珠季）

2003年
- スターオーシャン Till the End of Time Vol.1 新しき風の凱歌（ネル・ゼルファー）
- らぶドル 1st.project（片桐沙有紀）
- カオス レギオン（シーラ・リヴィエール）
- Club AT-X やっぱりアニメが好き。 三姉妹物語ドラマCD（2003年 - 2004年、ユウ） - 2作品
- 英雄様いらっしゃ〜い（エイミー如月）
- SAKURA〜雪月華〜『序章・黎明編』（葛葉）
- 覇王♥愛人（火龍）
- JUNK FORCE（ウーティ）

2004年
- ながされて藍蘭島 Vol.1、2（りん）
- らぶドル Radio Project（片桐沙有紀）
- らぶドル 3rd.project（片桐沙有紀）
- ドラマCD らぶドル〜Lovely Idol〜（片桐沙有紀）
- 絶対彼氏。フィギュアなDARLING（英美）

2005年
- イタズラなKiss ドラマCD版（松本綾子）
- PRISM ARK スペシャルサウンドパッケージ・ORANGE、YELLOW、GREEN、BLUE（2005年 - 2006年、シスター・ヘル）

2006年
- ことのはの巫女とことだまの魔女と（獅子尾ハル）
  - 限定版コミックス封入ドラマCD「こといろの日々とことほぎの君と」
  - マドリガル・ハロウィン

- ドラマCD「夜明け前より瑠璃色な-Crescent Love-」（カレン・クラヴィウス）
- ドラマCD Snow Flower（友崎理奈）

2007年
- S・A（東堂明）
- 君が主で執事が俺で ドラマCD Vol.1 - 8（2007年 - 2008年、南斗星、九鬼揚羽〈Vol.1のみ〉）
- アーネンエルベの一日（ライダー、ステンノ、エウリュアレ）
- PRISM ARK れいんぼ〜☆ドラマCD全3枚（2007年 - 2008年、シスター・ヘル）
- ラブルートゼロ 失恋と嘘、迷子な僕ら。（安達八重子）
- シュラキ〜朱羅姫〜 オリジナルドラマCD 第1、2話（弓月怜祢）

2008年
- PRISM ARK ドラマCD シスター・ヘル プリズム変化（シスター・ヘル）
- ラブルートゼロ Do you love me? ラブ√1/2（安達八重子）
- ラブルートゼロ サヨナラと言えない僕らは…（安達八重子）
- カレン坂高校 可憐放送部（及川月子）
- ちぇんじ123（ひびき）
- 月光のカルネヴァーレ ドラマCD「狂乱のコンプレアンノ」（ペルラ）
- StrikerS サウンドステージX（ルネッサ・マグナス）
- 恋の心に黒い羽（高知希）

2009年
- ラブルートゼロ Do you wanna kiss me? ラブ√1/3（安達八重子）
- AZ（遊女）

2010年
- 真剣で私に恋しなさい!! ドラマCD Vol.1 - 5（川神百代）
- プリズム☆ま〜じカル まじかる☆ドラマCD（トモキ）
- 声優かっ! CUTE3ヒロイン♥ドラマCD（木野姫）※花とゆめ2010年4号付録
- 「声優かっ!」ドキドキ♪ドラマCD応募者全員サービス（木野姫）

2011年
- Wイケ声まつり♥ドラマCD（木野姫）
- はたらく魔王さま!（遊佐恵美）※「電撃文庫MAGAZINE」Vol.18付録「豪華声優陣×第17回電撃小説大賞コラボCD」
- つきツキ!（南条巴）
- アイドルマスター Innocent Blue for ディアリースターズ ドラマCD（尾崎玲子）
- 穢翼のユースティア（エリス・フローラリア）

2012年
- TVアニメ『恋と選挙とチョコレート』オリジナルドラマCD「消えた大島棒を探せ!?」（東雲皐月）
- 恋チョコドラマCD「ショッケン出動!皐月の依頼はイチャイチャデート!?」（東雲皐月）

2013年
- 恋と選挙とチョコレート BD・DVD7完全生産限定版特典 ふたりきりシチュエーションドラマCD「恋チョコプラス3」（東雲皐月）
- コハエース（ライダー）
  - コハトーーク※『コンプティーク』2013年10月号付録
  - TYPE-MOON×ロードス島戦記 コンプはじめて物語 ※『コンプティーク』2013年12月号付録

- 天使1/2方程式（杉本万葉）※コミックス第4・7巻ドラマCD付初回限定版

2014年
- Fate/hollow ataraxia ドラマCD あるいは怪物という名の食卓（ライダー）※『コンプティーク』2014年8月号付録
- ドラマCD「辻堂さんのドラマティックロード」Vol.2（辻堂真琴）

2015年
- 異世界魔法は遅れてる! ドラマCD「水明誘拐」（氷帝）
- 落ちてきた龍王と滅びゆく魔女の国（ハリガン・ハリウェイ・ハインドラ）

2016年
- Fate ぐだぐだオーダー ドラマCD「帰ってきたぐだぐだお得テクニック」（メドゥーサ）

### 吹き替え

#### 映画
- アタック・ナンバーハーフ2 全員集合!（アン）
- 恋のミニスカウエポン（マックス〈ミーガン・グッド〉）
- ザ・チャレンジ（ケリー）
- スー・チーのSEX&禅（英語版）（ヤウ〈ロレッタ・リー〉）
- スカイ・ハイ（マジェンダ〈ケリー・ヴィッツ〉）
- チャプター27（ジェリ）
- チャレンジ・キッズ 未来に架ける子どもたち（エイプリル・デジデオ）
- トップ・ランナー（ケイティ〈モーヴェン・クリスティ〉）
- ぴちぴちカイサとおてんばエヴァ（エヴァ）
- マンディ・レイン 血まみれ金髪女子高生（マンディ・レイン〈アンバー・ハード〉）

#### ドラマ
- コールドケース4 #20（ベッカ〈女子高生〉）
- パワーレンジャー・サムライ（ダユウ）
- プライベート・プラクティス2 迷えるオトナたち #17

#### アニメ
- ザ・バットマン（ジェーン・ブレイズデール）
- スーパーマン（タリア）
- ダイナソー・アイランド 恐竜たちの大地（ジャッキー）
- ラマだった王様 学校へ行こう!（マリーナ）

### デジタルコミック
- VOMIC スイッチガール!!（2007年、田宮仁香）

### CM
- ライコスジャパン 掲示板編
- 少年サンデーCM劇場「天使な小生意気」（天使恵）

### 特撮
- テツワン探偵ロボタック（1998年、ミミーナの声）
- テツワン探偵ロボタック&カブタック 不思議の国の大冒険（1998年、ミミーナの声）
- 超星艦隊セイザーX（2005年、水将軍アクアルの声）
- 劇場版 超星艦隊セイザーX 戦え!星の戦士たち（2005年、水将軍アクアルの声）

### ラジオ
※はインターネット配信
- タマゴの…キミ（1996年 - 1997年、TBSラジオ）
- VOICE CREW SONG ANALIST（1997年、NACK5）
- 浅川悠とオフサイド大西のDEEPER STREET木曜日（1997年 - 1999年、JFN系列）
- 浅川悠のMai for ゆう（時期不明）
- Club AT-X やっぱりアニメが好き。（2002年 - 2004年、文化放送）
- 潮風放送局〜みなとSTATIONらじお! 〜風間ファミリー編〜（2010年 - 2012年、『君が主で執事が俺で』公式ホームページ※）
- Otaku-Verse Zero（2010年、K'z Station別枠※）

### ラジオCD
- 声優志願の英雄志願（1997年）
- 声優BESTトークコレクション 女性編 キャラアニラジオステーションベスト（2002年）
- DJ+ドラマCD「いつでも召喚!サモンナイト4」Vol.1、2（2007年）
- ラジオCD「Fate/stay tune」第2巻（2007年）
- 潮風放送局〜みなとらじお! CD #1（2007年11月30日）
- 一騎当千DDR〜Dragon Destiny Radio〜（2008年、第20回ゲスト）
- ぱじゃまラジオ プリズムナイト ドライ（2008年9月26日）
- 潮風放送局〜みなとSTATIONらじお! 〜君が主で執事が俺で編〜 CD #5（2009年8月28日）
- 潮風放送局〜みなとSTATIONらじお! 〜風間ファミリー編〜 CD#01 - 05（2010年 - 2012年）
- ラジオCD「ラジオ 11eyes」（2010年3月19日）
- 緒方恵美のショッケン乱YO!! ラジオCDだいいちだん!（2012年8月24日）

### 映像商品
- LOVE・LIVE HINA ひなたガールズが大阪な（2000年11月22日）
- コイゴコロ咲く花 イベントDVD（2009年3月26日）
- 百歌SAY!RUN!2009

### パチスロ・パチンコ
- 快盗天使ツインエンジェル（2006年、西条女史）
- パチスロ一騎当千 Dragon Destiny（2008年、趙雲子龍）
- エージェント・クライシス（2011年、鮎川マキ）
- CRぱちんこRio -Rainbow Road-（2014年、アニータ[145]）
- パチンコCR閃乱カグラ（2016年、大道寺先輩）
- パチスロ閃乱カグラ（2017年、大道寺先輩）

### その他コンテンツ
- まぜてよ★生ボイス（時期不明、アプリ）巡音ルカ
- 衛星アニメ劇場（2008年 - 2009年、NHK衛星第2 ナビゲーター）
- バーチャル・シンガー「VOCALOID2 キャラクター・ボーカル・シリーズ03」（2009年）巡音ルカ
- 名探偵夢水清志郎事件ノート 番外編 『天象館（プラネタリウム）の謎』（2013年、プラネタリウム）岩崎真衣
- Ever17 -the out of infinity-（2013年、アプリ）小町つぐみ
- 終末のハーレム（2017年、オーディオドラマ）龍造寺朱音[146]
- 秘密のサロンとクールメイド（2022年、ASMR）マグノリア
- 白昼夢の青写真 CASE-_誰が為のIHATOV（2024年、朗読劇）[147]
- ASMRボイスドラマ アマガミ Vol.8 塚原響編（2024年、ASMR）塚原響
- ファイナルファンタジーXI 夢幻のウタイビト（2025年、朗読劇）[148]

## ディスコグラフィ

### アルバム
| 枚  | 発売日        | タイトル | 規格品番  | オリコン 最高位 |
| --- | ------------- | -------- | --------- | --------------- |
| 1st | 2002年9月26日 | gaze     | PICA-7046 | 圈外            |

### 企画アルバム
| 枚  | 発売日        | タイトル            | 規格品番   | オリコン 最高位 |
| --- | ------------- | ------------------- | ---------- | --------------- |
| 1st | 2002年3月20日 | BirthdayDisc;PISCES | SCDC-00167 | 圈外            |

### キャラクターソング
| 発売日   | 商品名                                                                              | 歌 | 楽曲 | 備考                                                                           |
| 1998年   | 1998年                                                                              | 1998年 | 1998年 | 1998年                                                                         |
| -------- | ----------------------------------------------------------------------------------- | --- | --- | ------------------------------------------------------------------------------ |
| 1月21日  | 街 オリジナル サウンド トラック                                                     | 浅川悠 | 「無敵美少女セーラードールズ」 | ドラマCD『ピンクなCD：青ムシSHOW』エンディング曲                               |
| 7月1日   | 英雄志願 オリジナル・サウンドトラック                                               | 浅川悠、前田このみ                                                                                           | 「男なら一度くらい」 |                                                                                |
| 7月24日  | アキハバラ電脳組 Rebis-C.T.i.A/O.S.T                                                | 島涼香、吉住梢、浅川悠                                                                                       | 「BABY MAYBE LOVE」 |                                                                                |
| 9月4日   | アキハバラ電脳組 Rubification-C.T.i.A/C.I.S                                         | 浅川悠 | 「UP TO DREAM」 |                                                                                |
| 10月23日 | アキハバラ電脳組 オリジナルサウンドトラック Azoth-C.T.i.A/O.S.T                     | 浅川悠 | 「恋しましょ ねばりましょ -TSUGUMIX-」 |                                                                                |
| 10月23日 | アキハバラ電脳組 オリジナルサウンドトラック Azoth-C.T.i.A/O.S.T                     | かかずゆみ、浅川悠                                                                                           | 「Be with me〜この夢が叶う瞬間〜」 |                                                                                |
| 11月18日 | 東京魔人学園奏楽抄                                                                  | 堀江由衣、浅川悠、川鍋雅樹、石黒貴之、笹沼晃、加瀬康之、斉藤周、小上裕通、津村まこと、永迫舞                 | 「桜之杜」 |                                                                                |
| 11月27日 | アキハバラ電脳組 FIRST ANNIVERSARY                                                  | 島涼香、吉住梢、浅川悠                                                                                       | 「EVE-EVE MERRY CHRISTMAS」 |                                                                                |
| 12月23日 | フォトン「のうたえくすとら」                                                        | TOMO、浅川悠                                                                                                 | 「がんばれパパチャ!」 |                                                                                |
| 1999年   |                                                                                     | | |                                                                                |
| 1月27日  | 聖ルミナス女学院(3) イメージアルバム ガールズ・トーク                               | カトリーヌ・ドブクワイエ（浅川悠）                                                                           | 「Na Na Na」 | テレビアニメ『聖ルミナス女学院』関連曲                                         |
| 1月27日  | 聖ルミナス女学院(3) イメージアルバム ガールズ・トーク                               | ルミナスガールズ・オールスターズ                                                                             | 「To-bi-ra」 | テレビアニメ『聖ルミナス女学院』挿入歌                                         |
| 4月2日   | アキハバラ電脳組 ドラマシアターDennohgumi-2010夏                                    | 島涼香、吉住梢、浅川悠                                                                                       | 「KEEP ON SMILING!」 |                                                                                |
| 6月4日   | アキハバラ電脳組 ドラマシアターDennohgumi-2010秋                                    | 島涼香、吉住梢、浅川悠                                                                                       | 「夢の味方」 |                                                                                |
| 7月23日  | アキハバラ電脳組 ドラマシアターDennohgumi-2011春                                    | 島涼香、吉住梢、浅川悠                                                                                       | 「Distance」 「Go for dream〜夢の扉をあけて〜」 |                                                                                |
| 9月21日  | 宇宙海賊ミトの大冒険 歌え!ミトの大冒険 ボーカル&バラエティアルバム                  | 浅川悠、くまいもとこ、堀秀行、笠原留美                                                                       | 「一番ミトが好き!」 | テレビアニメ『宇宙海賊ミトの大冒険』関連曲                                     |
| 9月22日  | アキハバラ電脳組 Birth-C.T.i.A/T.H.S                                                | 島涼香、吉住梢、浅川悠                                                                                       | 「BABY MAYBE LOVE〈NEW MIX〉」 「KEEP ON SMILING!」 「恋しましょ ねばりましょ〈T.H.S MIX〉」 「夢の味方」 「EVE-EVE MERRY CHRISTMAS」 「Go for dream〜夢の扉をあけて〜」 「Birth〈T.H.S MIX〉」 |                                                                                |
| 9月22日  | アキハバラ電脳組 Birth-C.T.i.A/T.H.S                                                | 浅川悠 | 「HOT SPICE〈TSUGUMI SPICY MIX〉」 「UP TO DREAM」 |                                                                                |
| 12月22日 | 東京魔人学園月紅伝詩篇〜雪街                                                        | 真神学園高校聖歌隊                                                                                           | 「We Wish You A Merry Christmas」 |                                                                                |
| 2000年   |                                                                                     | | |                                                                                |
| 1月28日  | ラブひな コミックスイメージアルバム                                                 | ？ | 「？」 | テレビアニメ『ラブひな』関連曲                                                 |
| 2月16日  | セラフィムコール EDテーマカップリングコレクション4 紅かすみ&柊彩乃                  | 紅かすみ（浅川悠）                                                                                           | 「Endless tomorrow」 | テレビアニメ『セラフィムコール』第9話エンディングテーマ                        |
| 2月25日  | アキハバラ電脳組 ヴォーカルアルバム Monument-C.T.i.A/H&H                            | ？ | 「？」 |                                                                                |
| 11月29日 | WOWOWアニメ「ヴァンドレッド」オープニング主題歌〜TRUST                              | かかずゆみ、浅川悠、折笠富美子、豊口めぐみ                                                                   | 「いくとせはるか」 | テレビアニメ『ヴァンドレッド』挿入歌                                           |
| 2001年   |                                                                                     | | |                                                                                |
| 9月5日   | ヴァンドレッド ヴォーカルコレクション Girl's Serenade                               | ジュラ・ベーシル・エルデン（浅川悠）                                                                         | 「Slow Down」 | テレビアニメ『ヴァンドレッド』関連曲                                           |
| 10月26日 | JUSTICE                                                                             | メジェール・パイレーツ                                                                                       | 「SPACY SPICY LOVE」 | OVA『ヴァンドレッド 胎動篇』オープニングテーマ                                 |
| 11月30日 | ヴァンドレッド the second stage ボーカル&オリジナル・サウンドトラック               | メジェール・パイレーツ                                                                                       | 「SPACY SPICY LOVE（別バージョン？）」 |                                                                                |
| 2002年   |                                                                                     | | |                                                                                |
| 5月22日  | スターチャイルド ガールズキャラクターソングベスト                                   | 島涼香、吉住梢、浅川悠                                                                                       | 「恋しましょねばりましょ〈T.H.S MIX〉」 「Birth〈T.H.S MIX〉」 |                                                                                |
| 5月22日  | スターチャイルド ガールズキャラクターソングベスト                                   | 堀江由衣、倉田雅世、浅川悠、高木礼子、野田順子、雪乃五月、小林由美子                                         | 「Friendship」 | テレビアニメ『ラブひな』関連曲                                                 |
| 5月22日  | あずまんが大王 キャラクターCD Vol.2 榊さん                                          | 榊さん（浅川悠）                                                                                             | 「心は少女でパラシュート」 | テレビアニメ『あずまんが大王』第17、19話挿入歌                                 |
| 5月22日  | あずまんが大王 キャラクターCD Vol.2 榊さん                                          | 榊さん（浅川悠）、美浜ちよ（金田朋子）                                                                       | 「魔法猫に会える日は」 | テレビアニメ『あずまんが大王』関連曲                                           |
| 10月25日 | ヴァンドレッド 激闘篇 DVD初回製造特典 ヴァンドレッド ヴォーカルコレクションアルバム | メジェール・パイレーツ                                                                                       | 「PROOF」 | OVA『ヴァンドレッド 激闘篇』エンディングテーマ                                 |
| 12月25日 | あずまんが大王 ヴォーカルコレクション『うたいましょ』                               | 榊さん（浅川悠）                                                                                             | 「心は少女でパラシュート」 | テレビアニメ『あずまんが大王』関連曲                                           |
| 2003年   |                                                                                     | | |                                                                                |
| 1月22日  | 青山素子ミニアルバム 春夏秋冬恋繚乱                                                 | 青山素子（浅川悠）                                                                                           | 「サクラのキモチ」 「ダリアのチカラ」 「リコリスのエイエン」 「スノードロップのキセキ」 「月の如く ボーカルニューレコーディング」 「真剣 ボーカルニューレコーディング」                         | テレビアニメ『ラブひな』関連曲                                                 |
| 3月19日  | Ever17 シングルコレクションAction3                                                  | 小町つぐみ（浅川悠）                                                                                         | 「squall rise above」 | ゲーム『Ever17』関連曲                                                         |
| 2004年   |                                                                                     | | |                                                                                |
| 3月24日  | D→A:BLACK Dream Collection VOL.6 御堂愛                                             | 御堂愛（浅川悠）                                                                                             | 「銀の足跡」 | ゲーム『D→A:BLACK』関連曲                                                      |
| 12月30日 | 遥か、君のもとへ…                                                                   | セフル（浅川悠）、森村蘭（桑島法子）                                                                         | 「flowin'〜浮云〜」 | テレビアニメ『遙かなる時空の中で-八葉抄-』エンディングテーマ                   |
| 7月22日  | シアワセ革命                                                                        | Lovely Idol                                                                                                  | 「シアワセ革命」 | ゲーム『らぶドル 〜Lovely Idol〜』オープニングテーマ                           |
| 7月22日  | シアワセ革命                                                                        | Lovely Idol                                                                                                  | 「ココロの矢印は上向き」 | ゲーム『らぶドル 〜Lovely Idol〜』エンディングテーマ                           |
| 2005年   |                                                                                     | | |                                                                                |
| 5月25日  | 『らぶドル〜Lovely Idol〜』ヴォーカル&サウンドトラック らぶドルShow 第一幕          | 片桐沙有紀（浅川悠）                                                                                         | 「SONG」 | ゲーム『らぶドル 〜Lovely Idol〜』片桐沙有紀エンディングテーマ                 |
| 5月25日  | 『らぶドル〜Lovely Idol〜』ヴォーカル&サウンドトラック らぶドルShow 第一幕          | Innocent6Naughty Guardians                                                                                   | 「稲妻レボリューション」 | ゲーム『らぶドル 〜Lovely Idol〜』Innocent6Naughty Guardiansエンディングテーマ |
| 6月22日  | 夏の向こう側                                                                        | 井上喜久子、門脇舞、浅川悠                                                                                   | 「宇宙の花」 | OVA『円盤皇女ワるきゅーレ 星霊節の花嫁』エンディングテーマ                     |
| 10月28日 | PRISM ARK スペシャルサウンドパッケージ・YELLOW                                      | シスター・ヘル（浅川悠）                                                                                     | 「nomadic lady」 | ラジオドラマ『PRISM ARK』関連曲                                                |
| 2007年   |                                                                                     | | |                                                                                |
| 5月30日  | 「Fate/stay night」キャラクターイメージソングVI：ライダー                           | ライダー（浅川悠）                                                                                           | 「瞬時の渦」 「瞬時の渦 NUMBER201 Re-mix」 | テレビアニメ『Fate/stay night』関連曲                                          |
| 12月5日  | PRISM ARK PRIVATE SONG Vol.5 シスター・ヘル                                         | シスター・ヘル（浅川悠）                                                                                     | 「せつなさの向こうへ」 | テレビアニメ『PRISM ARK』関連曲                                                |
| 2008年   |                                                                                     | | |                                                                                |
| 6月25日  | 君が主で執事が俺で キャラクターソングミニアルバム&トークCD                          | 南斗星（浅川悠）                                                                                             | 「木漏れ日を感じて」 | テレビアニメ『君が主で執事が俺で』関連曲                                       |
| 2010年   |                                                                                     | | |                                                                                |
| 2月19日  | アマガミ キャラクターソングvol.8 塚原響「恋の偏差値」                               | 塚原響（浅川悠）                                                                                             | 「恋の偏差値」 「恋の偏差値〜Classic mode arrange〜」 | ゲーム『アマガミ』関連曲                                                       |
| 2011年   |                                                                                     | | |                                                                                |
| 4月27日  | 愛で斬るなら痛くな〜い!〜Anime Cast Ver.〜/だって真剣恋だもん!                      | 川神百代（浅川悠）、川神一子（友永朱音）、椎名京（氷青）、クリスティアーネ（伊藤静）、黛由紀江（後藤邑子）   | 「愛で斬るなら痛くな〜い!〜Anime Cast Ver.〜」 「だって真剣恋だもん!」 | テレビアニメ『真剣で私に恋しなさい!!』関連曲                                   |
| 11月9日  | 君の真剣をちょうだい                                                                | 川神百代（浅川悠）、川神一子（友永朱音）、椎名京（氷青）、クリスティアーネ（伊藤静）、黛由紀江（後藤邑子）   | 「君の真剣をちょうだい」 | テレビアニメ『真剣で私に恋しなさい!!』エンディングテーマ                       |
| 11月9日  | 君の真剣をちょうだい                                                                | 川神百代（浅川悠）                                                                                           | 「痛快☆青春ファイター」 | テレビアニメ『真剣で私に恋しなさい!!』関連曲                                   |
| 11月25日 | 真剣で私に恋しなさい!! 第1巻 タカヒロさん書き下ろしCD「百代をひとりじめ!」          | 川神百代（浅川悠）                                                                                           | 「君の真剣をちょうだい（百代ソロVer.）」 | テレビアニメ『真剣で私に恋しなさい!!』関連曲                                   |
| 12月7日  | MAJI-SONGS                                                                          | 川神百代（浅川悠）                                                                                           | 「共に朝日を追いかけて」 | テレビアニメ『真剣で私に恋しなさい!!』関連曲                                   |
| 2012年   |                                                                                     | | |                                                                                |
| 1月27日  | 穢翼のユースティア -Original CharacterSong Series- ERIS/FIONE                       | エリス・フローラリア（浅川悠）                                                                               | 「Clientesの無垢」 | ゲーム『穢翼のユースティア』関連曲                                             |
| 8月22日  | CHOCOLATE SELECTION                                                                 | 東雲皐月（浅川悠）                                                                                           | 「Real Me」 | テレビアニメ『恋と選挙とチョコレート』関連曲                                   |
| 10月24日 | 恋チョコデュエットソングCD 1 千里＆皐月                                             | 住吉千里（中村繪里子）、東雲皐月（浅川悠）                                                                   | 「Can’t Stop Loving!」 | テレビアニメ『恋と選挙とチョコレート』関連曲                                   |
| 2013年   |                                                                                     | | |                                                                                |
| 3月20日  | K-ON! MUSIC HISTORY'S BOX                                                           | | 「」 |                                                                                |
| 2014年   |                                                                                     | | |                                                                                |
| 2月19日  | ノブナガン Original Soundtrack                                                      | 小椋しお（武藤志織）、ニュートン（浅川悠）、ガリレオ（上坂すみれ）                                           | 「ちいさな星 ver.α」 | テレビアニメ『ノブナガン』エンディングテーマ                                   |
| 4月4日   | デカ盛り 閃乱カグラ 全曲入り大盛りデジタルサウンドトラック                          | 大道寺（浅川悠）                                                                                             | 「羅刹修羅道」 | ゲーム『デカ盛り 閃乱カグラ』関連曲                                            |
| 2017年   |                                                                                     | | |                                                                                |
| 8月25日  | ネ!コ!                                                                              | パトリシア・オブ・エンド（高森奈津美）、黒木未知（仙台エリ）、夕莉シャチ（浅川悠）、明日原ユウキ（種﨑敦美） | 「ネ!コ!」 | テレビアニメ『ノラと皇女と野良猫ハート』主題歌                                 |

### その他参加楽曲
| 発売日  | 商品名                                 | 歌     | 楽曲        | 備考   |
| 2006年  | 2006年                                 | 2006年 | 2006年      | 2006年 |
| ------- | -------------------------------------- | ------ | ----------- | ------ |
| 2月22日 | 非公認! 聖飢魔IIカヴァーアルバム VOICE | 浅川悠 | 「WINNER!」 |        |
| 2009年  |                                        |        |             |        |
| 3月18日 | 百歌声爛 女性声優編III                 | 浅川悠 | 「」        |        |

## その他

### 作詞
2002年
- lilith
- Can’t stand
- rest
- Second wind